# 2-Метилбензотиазол
2-Метилбензотиазол (2-метилбензтиазол) — гетероциклическое органическое соединение с химической формулой C8H7NS, жёлтая маслянистая жидкость. Применяется как полупродукт в синтезе метиновых красителей.

## Физические и химические свойства
Жёлтая или жёлто-зелёная маслянистая жидкость. Имеет температуру плавления 11—16 °C, кипения 238—240 °C (760 мм рт. ст.), 110 °C (10 мм рт. ст.), 100 °C (7 мм рт. ст.). Молярная масса 149,02 г/моль. Растворим в соляной кислоте, перегоняется с водяным паром.

## Получение
Может быть получен следующими способами:
- Из тиоацетанилида. Циклизация осуществляется в растворе гидроксида натрия и железосинеродистого калия, через который барботируют воздух. Выход реакции около 30 %[2];
- Из ацетанилида. Ацетанилид сплавляют с серой, затем с гидроксидом натрия, после чего получившееся соединение греют до кипения с уксусным ангидридом[2];
- Из анилина. Нагревая анилин с серой, получают дифениламиндисульфид. Затем полученный дифениламиндисульфид кипятят с уксусной кислотой и уксусным ангидридом в течение 5 часов, в результате чего получается 2,2′-диацетоаминодифенилдисульфид. Последнее соединение восстанавливают гидросульфитом натрия в кипящем спирте[4];
- Из 2-нитрохлорбензола. Способ подобен предыдущему, но на первой стадии используют 2-нитрохлорбензол вместо анилина, получая 2,2′-динитродифенилдисульфид, который на второй стадии кипятят с уксусной кислотой и ангидридом. Выход порядка 63—67 %[5].